# アマ科
アマ科（アマか、Linaceae）はキントラノオ目に属する科の一つ。繊維と油を採るために栽培されるアマなどが含まれる。
クロンキスト体系ではコカノキ科などとともにアマ目としていた。

## 特徴
草本または木本で、250種ほどが世界に広く分布する（うちアマ属が200種近くを占める）が、日本に自生するのはマツバニンジン (Linum stelleroides) ただ1種である。そのほかアマ属とキバナアマ属の数種が帰化植物として見られる。
葉は全縁で細長いものが多く、互生。花は両性の虫媒花で、5または4数性、放射相称。花は大型で赤・黄・青など美しいため観賞用に栽培されるものも多い。

## 分類
2亜科に14属が属する。
- Hugonioideae - かつてフゴニア科 Hugoniaceae とされていたグループ。
  - Hebepetalum - 3種 南米
  - Roucheria - 7種 南米
  - Durandea - 約20種 ニューギニア
  - Indorouchera - 2種 東南アジア
  - Philbornea - 1種 東南アジア
  - Hugonia - 約20種 アフリカ・東南アジア
- Linoideae
  - キバナアマ属 Reinwardtia - キバナアマ1種 東南アジア
  - Tirpitzia - 3種 東南アジア
  - Anisadenia - 3種 東南アジア
  - アマ属 Linum - アマ等約190種 ほぼ全世界
  - Radiola - 1種 Radiola linoides
  - Cliococca - 1種
  - Sclerolinon - 1種
  - Hesperolinon - 13種